# Richard Hill (calciatore)
Richard Wilfred Hill (Hinckley, 20 settembre 1963) è un allenatore di calcio ed ex calciatore inglese, di ruolo attaccante.

## Carriera

### Giocatore
Nella stagione 1980-1981 fa parte della rosa della prima squadra del Leicester City, club di prima divisione, in cui già aveva giocato nelle giovanili; successivamente dal 1982 al 1985 gioca a livello semiprofessionistico in Alliance Premier League nel Nuneaton Borough, da cui nel 1985 si trasferisce in Nuova Zelanda al Christchurch United.
Per l'inizio della stagione 1985-1986 torna in patria, accasandosi in Fourth Division al Northampton Town, dove gioca per 2 stagioni segnando in totale 52 reti in 104 presenze e vincendo un titolo di capocannoniere nella stagione 1986-1987.
Nell'estate del 1987 si trasferisce al Watford, in prima divisione: poco dopo il suo acquisto Graham Taylor, l'allenatore che l'aveva ingaggiato, si trasferisce all'Aston Villa, venendo rimpiazzato da Dave Bassett: Hill, non rientrando nei piani dell'allenatore, gioca solamente 4 partite nella First Division 1987-1988 per poi essere ceduto a stagione in corso all'Oxford Utd, altro club di massima serie.
Qui, in 3 stagioni, segna in totale 17 gol in 63 partite di prima divisione, raggiungendo inoltre una semifinale nella Coppa di Lega 1987-1988. Si ritira al termine della stagione 1991-1992, dopo 2 stagioni trascorse con i semiprofessionisti del Kettering Town, nel campionato di National League (quinta divisione).

### Allenatore
Dal 1994 al 1996 lavora come vice di Brian Little all'Aston Villa; dal 1996 al 1998 lavora come vice di John Gregory al Wycombe; dal 2000 al 2003 lavora come vice di Andy Hessenthaler al Gillingham, mentre nel 2003 è invece vice al Northampton Town.
Nel 2012 diventa allenatore dell'Eastleigh, in National League South (sesta divisione inglese): nella sua prima stagione conquista un terzo posto e perde la finale dei play-off per la promozione, mentre nella stagione 2013-2014 vince il campionato, conquistando la prima promozione in National League nella storia del club; nella stagione 2014-2015 conquista un quarto posto (con conseguente partecipazione ai play-off), mentre l'anno seguente si dimette dopo 3 giornate di campionato. In seguito allena il Whitehawk, club di National League South, dove rimane dal 9 settembre 2016 al 29 novembre dello stesso anno; nel 2017 allena invece per alcuni mesi ancora all'Eastleigh, nella parte finale della stagione 2016-2017.

## Palmarès

### Giocatore

#### Competizioni nazionali
- Campionato inglese di quarta divisione: 1

Northampton Town: 1986-1987

#### Individuale
- Capocannoniere del campionato inglese di quarta divisione: 1

1986-1987 (29 gol)

### Allenatore

#### Competizioni nazionali
- National League South: 1

Eastleigh: 2013-2014